# Rauma (Noruega)
|  | Aquest article és sobre el municipi noruec. Per a altres usos, vegeu Rauma (desambiguació). |

Rauma és un municipi situat al comtat de Møre og Romsdal, Noruega. És part del districte tradicional de Romsdal. Té 7.492 habitants (2016) i té una superfície de 1,502.21 km². El centre administratiu del municipi és el poble d'Åndalsnes. Altres localitats a Rauma són Vågstranda, Voll, Innfjorden, Veblungsnes, Verma, Isfjorden, Eidsbygda, Rødven, Åfarnes, i Mittet.
El municipi envolta part de l'extrem sud del Romsdalsfjorden i de l'Isfjorden, la vall de Romsdal i també els Alps de Romsdal. A la part inferior de les valls del Romsdalsfjord i del Rødvenfjorden s'hi troba l'agricultura amb èmfasi en la ramaderia.
La indústria de la confecció ha estat tradicionalment una indústria dominant al municipi, especialment a Isfjorden. A l'estiu, Rauma té una quantitat bastant gran de turisme Les atraccions turístiques inclouen el muntanyisme/senderisme, la pesca del salmó, Trollstigen, i la històrica església de fusta de Rødven.

## Informació general
El municipi de Rauma es va establir l'1 de gener 1964, quan els antics municipis d'Eid (població: 381), Grytten (població: 3.683), Hen (població: 1.663), Voll (població: 1.163), i la part sud de Veøy (població: 1.400) es van unir a Rauma per a formar un municipi més gran. Les fronteres municipals no han canviat des d'aleshores.

### Nom
El municipi duu el nom del riu Rauma, que flueix a través de la vall de Romsdal.

### Escut d'armes

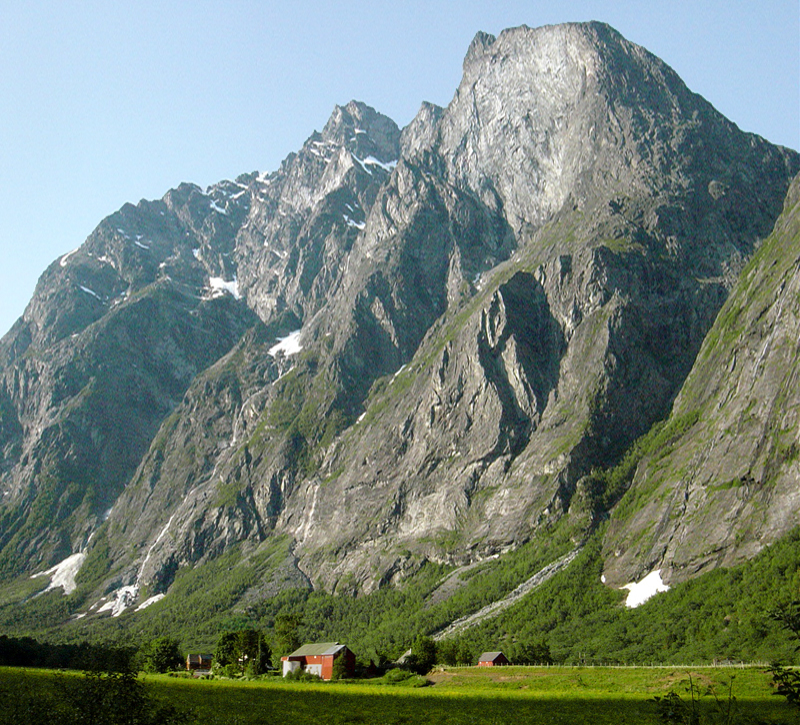
Vista de Marstein a la vall de Romsdal.

L'escut d'armes és modern. Se'ls va concedir el 4 de novembre de 1983. L'escut mostra tres triangles units per la part inferior que representen les muntanyes de Vengetindane, Trolltindane i Romsdalshornet, totes elles situades al municipi.

### Esglésies

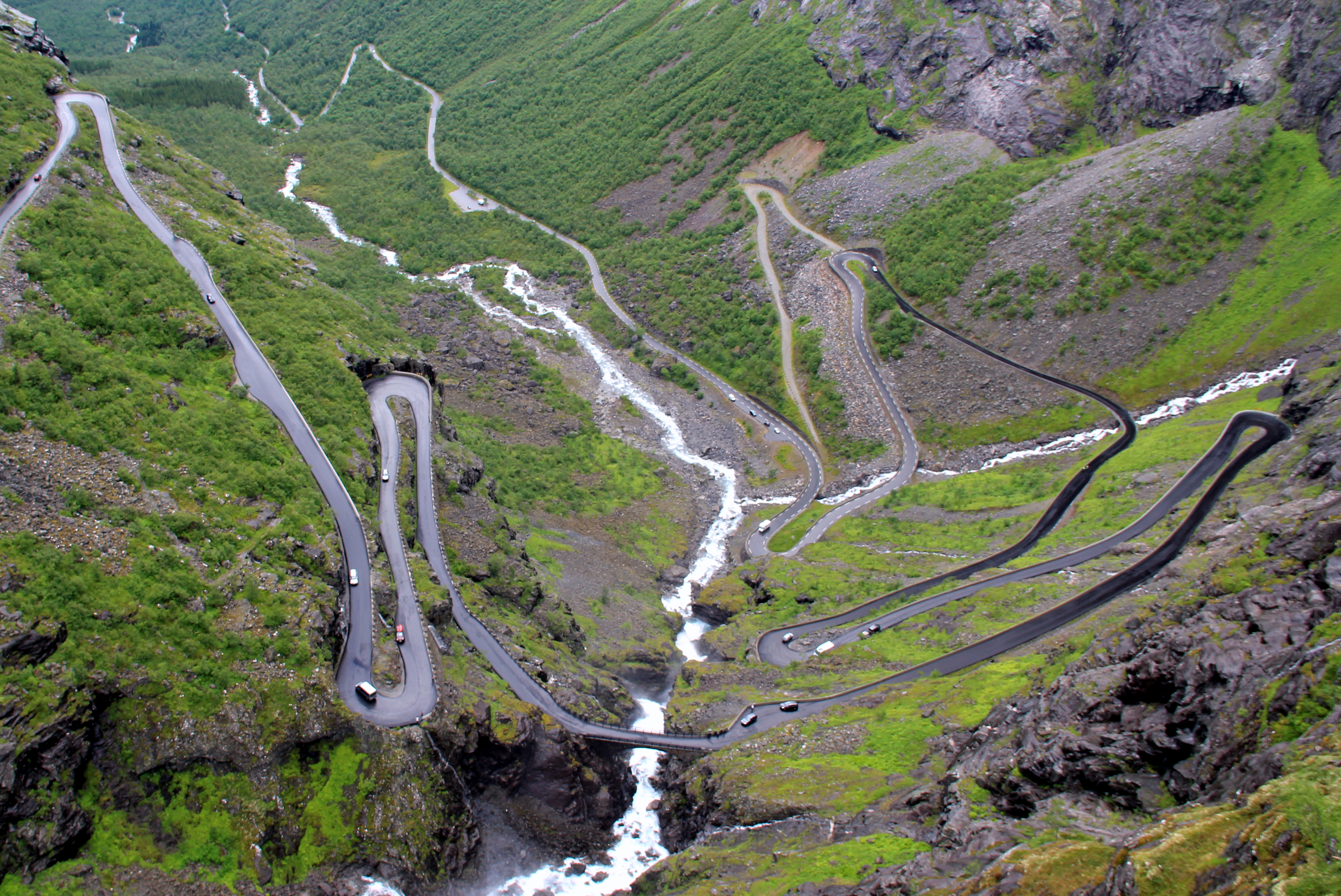
Vista de la carretera de Trollstigen.

L'Església de Noruega té set parròquies (aviat) dins el municipi de Rauma. És part del deganat d'Indre Romsdal a la diòcesi de Møre.
| Parròquia (Sokn) | Nom de l'església           | Localització       | Any de construcció |
| ---------------- | --------------------------- | ------------------ | ------------------ |
| Eid og Holm      | Església d'Eid              | Eidsbygda          | 1796               |
| Eid og Holm      | Església d'Holm             | Holm               | 1907               |
| Eid og Holm      | Església de Rødven          | Rødven             | 1907               |
| Eid og Holm      | Església de fusta de Rødven | Rødven             | c. 1200            |
| Grytten          | Església de Grytten         | Veblungsnes        | 1829               |
| Hen              | Església d'Hen              | Isfjorden          | 1831               |
| Kors             | Església de Kors            | Marstein a Romsdal | 1797               |
| Voll             | Església de Voll            | Voll               | 1896               |
| Voll             | Capella d'Innfjorden        | Innfjorden         | 1976               |
| Vågstranda       | Església de Vågstranda      | Vågstranda         | 1870               |
| Øverdalen        | Església d'Øverdalen        | Verma              | 1902               |

## Geografia
El municipi envolta la part oriental del Romsdalsfjorden, de l'Isfjorden, i del Rødvenfjorden, i és al sud del Langfjorden. També inclou la vall de Romsdal i el riu Rauma, que flueix des del seu naixement a la frontera amb el comtat d'Oppland fins a la seva desembocadura.
Les muntanyes Kyrkjetaket i Gjuratinden es troben a la part nord-est del municipi. Les muntanyes Romsdalshornet, Store Trolltind, Trollryggen, Store Venjetinden, i Trollveggen se situen a la part central de la serra dels Alps de Romsdal. Les muntanyes Karitinden i Puttegga estan situades a la part sud-oest del municipi. Part del Parc Nacional de Reinheimen es troba dins del municipi.

## Transports

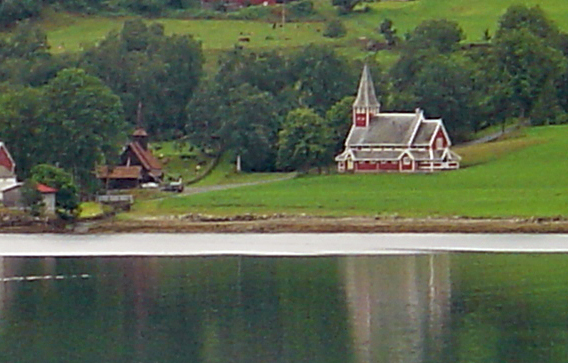
Les dues esglésies de fusta de Rødven.

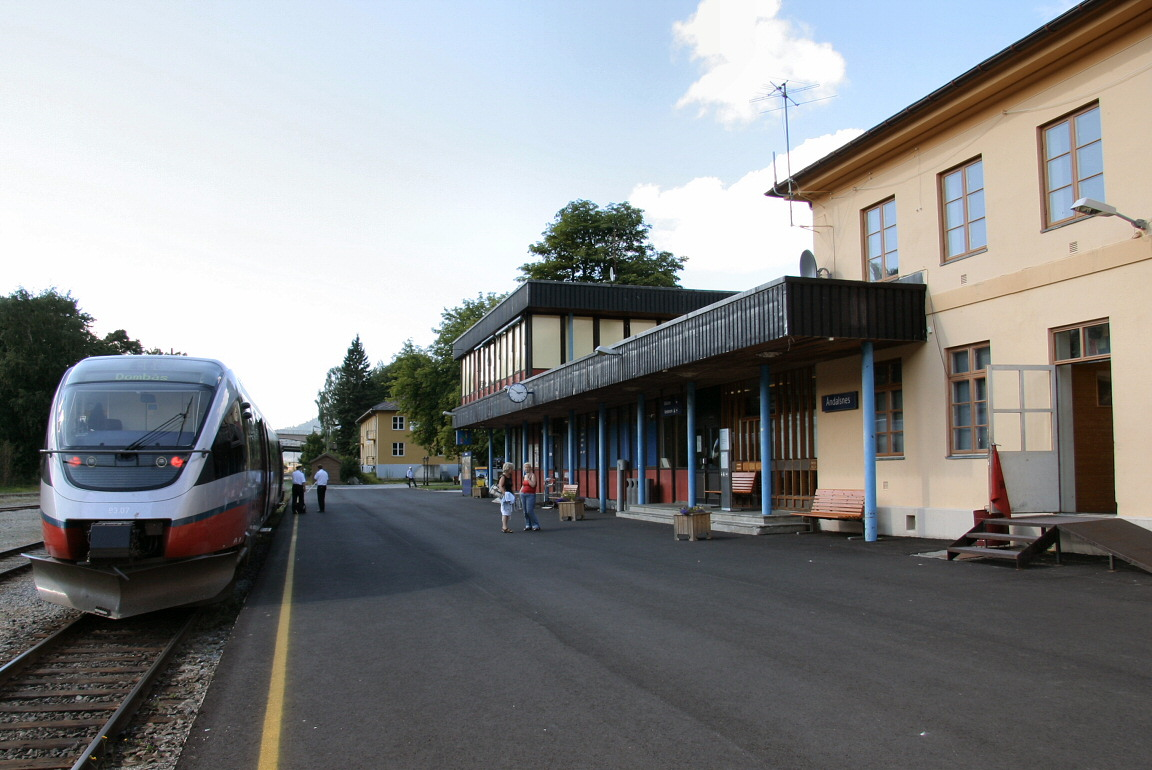
L'estació d'Åndalsnes.

La ruta europea E136 i les carreteres noruegues 63 i 64 passen pel municipi. El camí de Trollstigen és part de la carretera 63, i és una famosa atracció turística a causa de les moltes corbes tancades a la carretera costeruda.
La línia de ferrocarril de Rauma també passa pel municipi, sobre el pont de Kylling, i acaba a l'estació d'Åndalsnes. Els aeroports més propers són l'aeroport d'Ålesund, que és a 135 quilòmetres per carretera des d'Åndalsnes, i l'aeroport de Molde, que es troba a 55 quilòmetres per carretera.

## Atraccions
Branca és freqüentment visitat per turistes, sobretot a causa dels principals llocs d'interès:
- Trollveggen a la vall de Romsdal.
- La carretera de Trollstigen cap a Geiranger.
- L'església de fusta de Rødven (construïda al voltant de l'any 1200).